# Beauvoir (Manche)
Beauvoir település Franciaországban, Manche megyében. Lakosainak száma 435 fő (2022. január 1.). Beauvoir Mont-Saint-Michel, Roz-sur-Couesnon, Saint-Georges-de-Gréhaigne, Pontorson és Pontorson községekkel határos.

## Népesség
A település népességének változása:
| Lakosok száma | 433  | 426  | 422  | 426  | 410  | 423  | 428  | 433  | 439  | 435  |
|               | 1968 | 1990 | 2006 | 2011 | 2015 | 2016 | 2018 | 2019 | 2021 | 2022 |